# 淡河パーキングエリア
淡河パーキングエリア（おうごパーキングエリア）は、兵庫県神戸市北区淡河町神田の山陽自動車道にあるパーキングエリアである。

## 施設

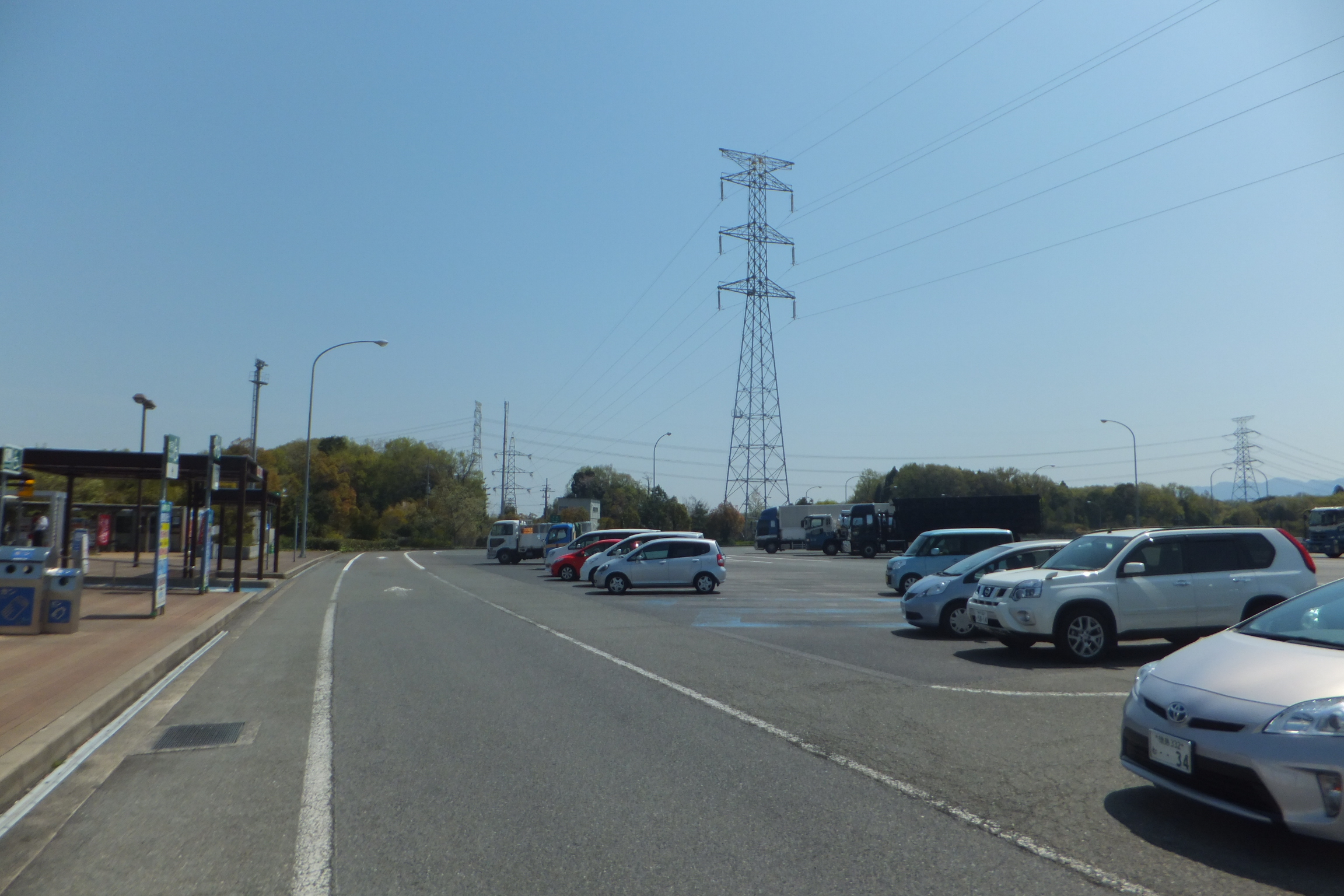
上り線 駐車場

### 上り線（大阪方面）
2014年7月18日に「モテナス」としてリニューアルオープン。
- 駐車場[2]
  - 大型：103台
  - 小型：50台
  - 二輪：4台
  - トレーラー：4台
  - 身障者用
    - 小型：1台
- トイレ[2]
  - 男性：大9（和式1・洋式8）・小26
  - 女性：37（和式6・洋式31）
  - 身障者用：1
- スナックコーナー・フードコート（7:00 - 20:00）[2]
- ショッピング[2]
  - コンビニエンスストア「セブン-イレブン」（24時間）
    - ATM「セブン銀行」（24時間）

  - 宝くじ
- EV急速充電スタンド（24時間）[2]
- シャワーステーション
  - コインシャワー（24時間）[2]
    - 男性：3室
    - 女性：1室

  - マッサージチェア（24時間）
  - コインランドリー（24時間）[2]
    - 洗濯機：3台
    - 乾燥機：3台
- 宅配便受付（24時間）[2]
- 公衆無線LANサービス[2]
  - ソフトバンクWi-Fiスポット
  - W-NEXCO Free Wi-Fi
- 自動体外式除細動器（AED）[2]
- ハイウェイスタンプ（24時間）[2]
- 自動販売機

### 下り線（岡山方面）

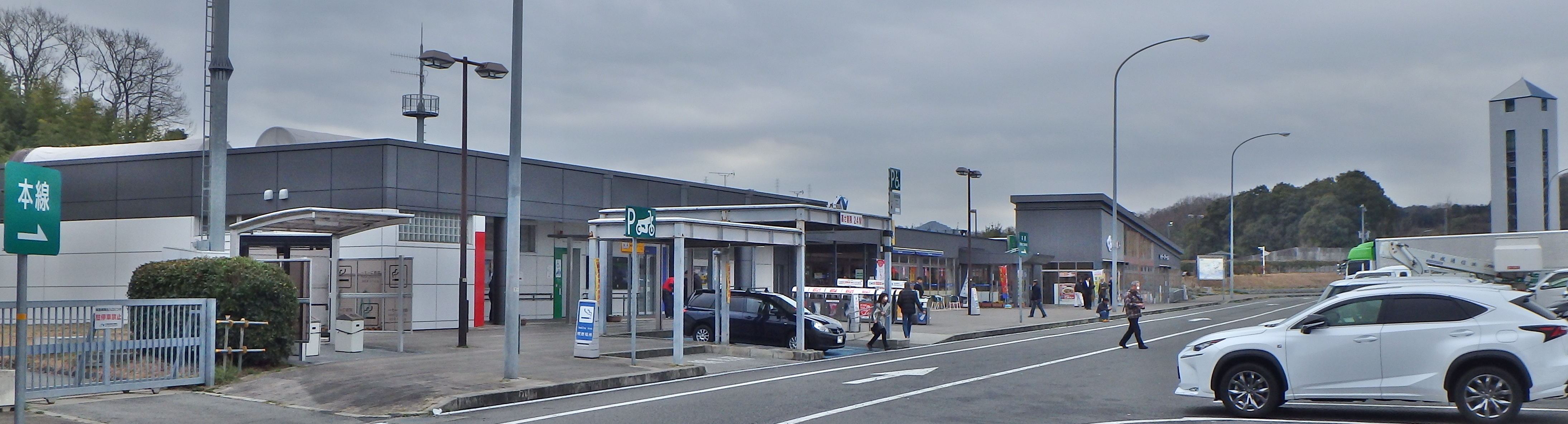
下り施設

2008年12月23日にリニューアルオープン。兵庫県の高速道路・一般有料道路としては2店舗目のミニストップが進出した。また、コインシャワーも『シャワーステーション』としてリニューアルされた。
- 駐車場[4]
  - 大型：102台
  - 小型：50台
  - 二輪：4台
  - トレーラー：4台
  - 身障者用
    - 小型：1台
- トイレ[4]
  - 男性：大9（和式1・洋式8）・小26
  - 女性：37（和式6・洋式31）
  - 身障者用：1
- スナックコーナー・フードコート[4]
  - 街かど屋（24時間）
- ショッピング[4]
  - コンビニエンスストア「セブン-イレブン」（24時間）
    - ATM「セブン銀行」（24時間）

  - 宝くじ
- EV急速充電スタンド（24時間）[4]
- シャワーステーション
  - コインシャワー（24時間）[4]
    - 男性：3室
    - 女性：1室

  - コインランドリー（24時間）[4]
    - 洗濯機：3台
    - 乾燥機：3台
- 郵便ポスト[4]
- 宅配便受付（24時間）[4]
- 無線LANサービス[4]
  - ソフトバンクWi-Fi
  - W-NEXCO Free Wi-Fi
- 自動体外式除細動器（AED）[4]
- ハイウェイスタンプ（24時間）[4]
- ETC利用履歴発行プリンター（24時間）[4]
- 自動販売機

## 隣
E2 山陽自動車道
(1) 神戸北IC - 淡河PA - (2) 三木JCT - (3) 三木東IC